# Зетабит
Зетабит се користи као јединица мере података у рачунарству и износи било 1000 или 1024 ексабита, што зависно од интерпретације може да буде:
- 1.000.000.000.000.000.000.000 бита (1021, хиљаду трилиона) - по СИ систему
- 1.180.591.620.717.411.303.424 бита (270) - по „бинарним“ умношцима (зебибит)